# 1048
1048. је била проста година.

## Догађаји
- Википедија:Непознат датум — Владавина арапске династије Абадида у Севиљи у данашњој Шпанији (од 1023. до 1091).

- 18. септембар – Битка код Капетрона: Удружена византијско-грузијска војска, под вођством византијских генерала Арониоса и Катакалона Кекаумена (уз подршку грузијског војводе Липарита IV), суочава се са инвазијским Селџучким Турцима, предвођеним Ибрахимом Иналом (полубратом султана Тугрила), код Капетрона (близу данашњег Пасинлера). Византинци побеђују своје противничке турске снаге на боковима, али у центру Ибрахим Инал заробљава Липарита и може се безбедно повући са византијске територије, натоварен пленом и заробљеницима, укључујући и Липарита.
- Зима – Цар Константин IX шаље посланство са поклонима и откупом, да ослободи Липарита IV у Тугрил. Међутим, султан ослобађа Липарита, под условом да се никада више неће борити против Селџука.
- Зима – Хајнрих III, цар Светог римског царства, поставља свог рођака, бискупа Бруна од Тула за наследника папе Дамаса II на скупштини у Вормсу.
- Град Осло је основао краљ Харалд III од Норвешке.
- Крај викиншког доба: Викинзи изводе неуспешан препад на Краљевину Енглеску; освајачи беже у Фландрију (данашња Белгија).
- Краљ Едвард Исповедник креће у рат против Фландрије, блокирајући Ламанш флотом са седиштем у Сендвичу, Кент.
- Катастрофална поплава Жуте реке у северној Кини доба династије Сунг; река мења свој ток до 1194. године.
- 16. јул – По наређењу цара Хајнриха III, немачке трупе под командом Бонифација III, маркгрофа Тоскане („од Каносе“), улазе у Рим и протерују папу Бенедикта IX.
- 17. јул – Папа Дамас II наслеђује Бенедикта IX као 151. папа Католичке цркве, али умире након 23 дана.
- Децембар – Бруно фон Егисхајм-Дагсбург, бискуп Тула, изабран је за новог папу на скупштини у Вормсу – након канонског избора у Риму следећег фебруара, преузима име папа Лав IX.